# Лаулауга Таусага
Лаулауга Таусага-Коллінс (англ. Laulauga Tausaga-Collins; нар. 22 травня 1998) — американська легкоатлетка, яка спеціалізується на метанні диска.

## Спортивні досягнення
Чемпіонка світу з метання диска (2023).
Чемпіонка Північної та Центральної Америки та країн Карибського басейну з метання диска (2022).
Фіналістка (12-і місця) чемпіонатів світу з метання диска (2019, 2022).
Срібна (2022, 2023) та бронзова (2018, 2019) призерка чемпіонатів США з метання диска.